# Apatetris
Apatetris är ett släkte av fjärilar som beskrevs av Otto Staudinger 1879. Apatetris ingår i familjen stävmalar.

## Dottertaxa tillApatetris, i alfabetisk ordning[1][2]
- Apatetris achnias
- Apatetris acrocola
- Apatetris acropasta
- Apatetris acutella
- Apatetris agenjoi
- Apatetris alphitodes
- Apatetris altithermella
- Apatetris anisaula
- Apatetris autoleuca
- Apatetris belonodes
- Apatetris caecivaga
- Apatetris chionocephala
- Apatetris coniombra
- Apatetris cryolopha
- Apatetris delochorda
- Apatetris dinota
- Apatetris drosias
- Apatetris echiochilonella
- Apatetris halimilignella
- Apatetris harpastis
- Apatetris hexagramma
- Apatetris hyperaenicta
- Apatetris isonira
- Apatetris kinkerella
- Apatetris lemurella
- Apatetris leptoconia
- Apatetris leucomichla
- Apatetris megalornis
- Apatetris melanombra
- Apatetris miarodes
- Apatetris microtima
- Apatetris mirabella
- Apatetris niphaula
- Apatetris nivea
- Apatetris phantasta
- Apatetris poliopasta
- Apatetris psolosticta
- Apatetris psychrodes
- Apatetris sparsa
- Apatetris spectrella
- Apatetris tamaricicola
- Apatetris thyellias
- Apatetris trivittellum
- Apatetris zalias